# Pentamidina
Pentamidina é uma medicação antimicrobiana utilizada para a prevenção e tratamento da pneumonia por Pneumocystis casada por Pneumocystis jirovecii (antigamente conhecido como Pneumocystis carinii), um tipo grave de pneumonia visto em pacientes com infecção por HIV. O fármaco também é utilizado em tratamentos da leishmaniose, infecções causadas por protozoários do gênero Leishmania.